# Međuopćinska nogometna liga Koprivnica 1983./84.
Međuopćinska nogometna liga Koprivnica, također i kao Međuopćinska nogometna liga – skupina Koprivnica; Međuopćinska nogometna liga – Sjever – skupina Koprivnica je bila liga petog stupnja nogometnog prvenstva Jugoslavije u sezoni 1983./84. 
 
Sudjelovalo je 12 klubova, a prvak je bila "Lipa" iz Hlebina. 

## Ljestvica
| mj. | klub                     | ut. | pob. | ner. | por. | gol+ | gol- | bod |
| --- | ------------------------ | --- | ---- | ---- | ---- | ---- | ---- | --- |
| 1.  | Lipa Hlebine             | 22  | 18   | 2    | 2    | 59   | 15   | 38  |
| 2.  | Osvit Đelekovec          | 22  | 14   | 2    | 6    | 47   | 24   | 30  |
| 3.  | Sloga Koprivnički Ivanec | 22  | 12   | 4    | 6    | 38   | 33   | 28  |
| 4.  | Panonija Peteranec       | 22  | 11   | 4    | 7    | 49   | 31   | 26  |
| 5.  | Mladost Sigetec          | 22  | 11   | 4    | 7    | 43   | 32   | 26  |
| 6.  | Drava Novigrad Podravski | 22  | 10   | 2    | 10   | 31   | 30   | 22  |
| 7.  | Bratstvo Kunovec         | 22  | 9    | 4    | 9    | 40   | 44   | 22  |
| 8.  | Graničar Legrad          | 22  | 9    | 5    | 8    | 29   | 39   | 21  |
| 9.  | Tehnika Koprivnica       | 22  | 4    | 7    | 11   | 23   | 42   | 15  |
| 10. | Borac Drnje              | 22  | 4    | 5    | 13   | 30   | 51   | 13  |
| 11. | Mučna Reka (Reka)        | 22  | 3    | 6    | 13   | 32   | 49   | 12  |
| 12. | Udarnik Zablatje         | 22  | 2    | 5    | 15   | 27   | 57   | 9   |

## Rezultatska križaljka
| kratica | klub                     | BOR | BRA | DRA | GRA | LIPA | MLA | MUR | OSV | PAN | SLO | TEH | UDA |
| --- | ------------------------ | --- | --- | --- | --- | ---- | --- | --- | --- | --- | --- | --- | --- |
| BOR | Borac Drnje              |     |     |     |     |      |     |     |     |     |     |     |     |
| BRA | Bratstvo Kunovec         |     |     |     |     |      |     |     |     |     |     |     |     |
| DRA | Drava Novigrad Podravski |     |     |     |     |      |     |     |     |     |     |     |     |
| GRA | Graničar Legrad          |     |     |     |     |      |     |     |     |     |     |     |     |
| LIPA | Lipa Hlebine             |     |     |     |     |      |     |     |     |     |     |     |     |
| MLA | Mladost Sigetec          |     |     |     |     |      |     |     |     |     |     |     |     |
| MUR | Mučna Reka (Reka)        |     |     |     |     |      |     |     |     |     |     |     |     |
| OSV | Osvit Đelekovec          |     |     |     |     |      |     |     |     |     |     |     |     |
| PAN | Panonija Peteranec       |     |     |     |     |      |     |     |     |     |     |     |     |
| SLO | Sloga Koprivnički Ivanec |     |     |     |     |      |     |     |     |     |     |     |     |
| TEH | Tehnika Koprivnica       |     |     |     |     |      |     |     |     |     |     |     |     |
| UDA | Udarnik Zablatje         |     |     |     |     |      |     |     |     |     |     |     |     |
| |                          |     |     |     |     |      |     |     |     |     |     |     |     |
| podebljan rezultat - utakmice od 1. do 11. kola (1. utakmica između klubova) rezultat normalne debljine - utakmice od 12. do 22. kola (2. utakmica između klubova) rezultat nakošen - nije vidljiv redoslijed odigravanja međusobnih utakmica iz dostupnih izvora rezultat smanjen * - iz dostupnih izvora nije uočljiv domaćin susreta prekrižen rezultat - poništena ili brisana utakmica p - utakmica prekinuta 3:0 p.f. / 0:3 p.f. - rezultat 3:0 bez borbe n.i. - nije igrano |                          |     |     |     |     |      |     |     |     |     |     |     |     |

 Izvori: